# Borowodorek litu
Borowodorek litu, LiBH4 – nieorganiczny związek chemiczny z grupy borowodorków. Stosowany jest w syntezie organicznej jako reduktor.

## Otrzymywanie
Historycznie pierwszą metodą syntezy była procedura opracowana w roku 1940 w laboratorium Hermanna Schlesingera:
6LiH + 8BF3:OEt2 → (BH3)2 + 6LiBF4
2LiH + (BH3)2 → 2LiBH4
Borowodorek litu można otrzymać bezpośrednio w reakcji podwójnej wymiany pomiędzy borowodorkiem sodu i chlorkiem lub bromkiem litu:
NaBH4 + LiBr → NaBr↓ + LiBH4
Reakcja ta może być prowadzona in situ w diglymie.

## Właściwości
Jest białą substancją krystaliczną. Stosunkowo szybko i łagodnie redukuje estry do alkoholi, w przeciwieństwie do NaBH4, który jest mało efektywny w tej reakcji. Ponadto do alkoholi redukuje aldehydy, ketony, chlorki kwasowe i epitlenki, a laktony do dioli. Reaguje też z nitrozwiązkami, natomiast nie reaguje z kwasami karboksylowymi i ich solami, nitrylami lub olefinami.
Szczególnie silnie działanie redukujące wykazuje w tandemie z trimetylochlorosilanem (Me3SiCl): redukuje kwasy karboksylowe do alkoholi, amidy do amin, aminokwasy do aminoalkoholi i in.

## Zastosowanie
Borowodorek litu stosowany jest głównie jako reduktor. Ponadto może być wykorzystany jako związek wyjściowy do syntezy borowodorku uranu(IV), U(BH4)4 (lotnego i o niskiej masie cząsteczkowej związku uranu, przeznaczonego do celów militarnych w trakcie II wojny światowej):
3LiBH4 + AlCl3 → Al(BH4)3↑ + 3LiCl
Al(BH4)3 + UF4 → U(BH4)4↑ + Al(BH4)F2
Metoda ta nie znalazła zastosowania przemysłowego ze względu na małą dostępność litu w USA w trakcie wojny.